# Андрианов, Борис Васильевич
Борис Васильевич Андрианов (19 августа 1919, Москва — 16 сентября 1993, Москва) — советский и российский этнограф, востоковед, африканист, историк-картограф. Доктор исторических наук, ведущий научный сотрудник Института этнологии и антропологии РАН. Специалист по истории орошаемого земледелия, кочевым народам мира.

## Биография
Родился в Москве в семье художника-скульптора Василия Яковлевича Андрианова (Адрианова; 1891—1967), ученика живописцев К. А. Коровина, А. В. Куприна, скульпторов А. С. Голубкиной и С. Т. Конёнкова. 
В 1937 году поступил на географический факультет МГУ и окончил его в 1944 году по специальности «физическая география».
С 1945 года — научный сотрудник Института этнографии АН СССР; с 1961 — старший научный сотрудник. Много лет участвовал в работе Хорезмской археолого-этнографической экспедиции АН СССР под руководством С. П. Толстова, изучая древнюю ирригацию Приаралья. В дальнейшем был начальником археолого-топографического отряда ХАЭЭ, одной из основных задач которого являлось дешифрование аэрофотоснимков дельтовых систем Амударьи и Сырдарьи с прилегающими регионами. Благодаря этим работам Б. В. Андрианов открыл древнейший оазис эпохи бронзы с развитой системой орошения в северном регионе Средней Азии.
28.03.1951 защитил кандидатскую диссертацию на тему «Этническая территория каракалпаков в Северном Хорезме (XVIII—XIX вв.)», 14.05.1971 докторскую диссертацию по монографии «Древние оросительные системы Приаралья (В связи с историей возникновения и развития орошаемого земледелия)».
Участник ряда международных конгрессов и Всесоюзных конференций.
В 1991 году был одним из редакторов сборника «Аральский кризис: Историко-географическая ретроспектива», посвящённого теме катастрофического снижения уровня Аральского моря и связанным с этим изменениям в регионе.
Б. В. Андрианов продолжал активно трудиться до последних дней жизни. В 1993 году опубликовал обобщающую статью «Прогресс человечества и экологические кризисы», ставшую его последней прижизненной публикацией. 16 сентября 1993 года он умер за рабочим столом, когда готовил очередной доклад по проблемам экологии России.

## Основные публикации
- Андрианов Б. В. К вопросу о географических изменениях в дельте Амударьи // Вопросы географии. Сб. 24: Физическая география. 1951. С. 322—336.
- Этническая территория каракалпаков в Северном Хорезме (XVIII—XIX вв.) // Труды Хорезмской археолого-этнографической экспедиции (ТХАЭЭ). М., 1958. Т. 3. С. 7—132.
- Андрианов Б. В. Карта народов Африки (с пояснительным текстом). — М.: ГУГК при Совете Министров СССР, 1960. — 1 с.: карт. + Прил. (пояснит. текст): 78 с.
- Андрианов Б. В. Хозяйственно-культурные типы Средней Азии и Казахстана // Народы Средней Азии и Казахстана. М., 1962. Т. 1.
- Андрианов Б. В. Население Африки: (Этностатистический обзор) / АН СССР. Ин-т этнографии им. Н. Н. Миклухо-Маклая; Отв. ред. Д. А. Ольдерогге. — М.: Наука, 1964. — 276 с.
- Андрианов Б. В., Мурзаев Э. М. Некоторые проблемы этнографии аридной зоны // Советская этнография. — 1964. — № 4. — С. 91–101.
- Проблемы формирования народностей и наций в странах Африки // Вопросы истории. 1967. № 9. С. 101—114.
- Андрианов Б. В., Кесь А. С. Развитие гидрографической сети и ирригации на равнинах Средней Азии // Проблемы преобразования природы Средней Азии: Сб. ст. / АН СССР. Ин-т географии; Отв. ред. акад. И. П. Герасимов и др. — М.: Наука, 1967. — 152 с.
- Андрианов Б. В. Древние оросительные системы Приаралья: (В связи с историей возникновения и развития орошаемого земледелия) / АН СССР. Ин-т этнографии им. Н. Н. Миклухо-Маклая. — М.: Наука, 1969. — 252 с.
- Андрианов Б. В., Чебоксаров Н. Н. Хозяйственно-культурные типы и проблемы их картографирования // Советская этнография. 1972. № 2. С. 3—16.
- Андрианов Б. В., Итина М. А., Кесь А. С. Земли древнего орошения юго-восточного Приаралья: Их прошлое и перспективы освоения // Советская этнография. 1974. № 5.
- Андрианов Б. В., Чебоксаров Н. Н. Историко-этнографические области: (проблемы историко-этнографического районирования) // Советская этнография. 1975. № 3. С. 15—25.
- Андрианов Б. В., Чебоксаров Н. Н. Опыт историко-этнографического районирования некоторых районов Африки и зарубежной Азии // Советская этнография. 1975. № 4. С. 33—50.
- Андрианов Б. В. Земледелие наших предков / Отв. ред. В. М. Массон. — М.: Наука, 1978. — 168, [4] с. — (История науки и техники). — 21 800 экз.
- Андрианов Б. В., Левина Л. М. Некоторые вопросы исторической этнографии восточного Приаралья в I тысячелетии н.э. // Этнография и археология Средней Азии. — М., 1979. — С. 94-99. — 180 с.
- Андрианов Б. В. Археологическая карта Хорезма // Культура и искусство древнего Хорезма. — М., 1981. — С. 60—71. — 272 с.
- Андрианов Б. В. Современные этно-демографические ситуации в Африке // Расы и народы. Вып. 11. — М.: Наука, 1981. — С. 105-119.
- Андрианов Б. В. На великой Русской равнине: Книга для чтения с коммент.. — М.: Русский язык, 1984. — 208 с. — (Рассказы о народах СССР). — 15 400 экз.
- Андрианов Б. В. Опыт типологизации орошаемого земледелия и ирригации в Средней Азии и Казахстане (конец XIX — начало XX в.) // Типология основных элементов традиционной культуры. М., 1984.
- Андрианов Б. В. Неоседлое население мира: (Историко-этнографическое исследование) / АН СССР, Ин-т этнографии им. Н. Н. Миклухо-Маклая. — М.: Наука. Главная редакция восточной литературы, 1985. — 280 с. — 2500 экз. (Марков Г. Е. Рецензия на книгу)
- Андрианов Б. В. Роль ирригации в становлении древних государств (на примере Средней Азии) // От доклассовых обществ к раннеклассовым: Сб. ст. / Институт археологии АН СССР; Отв. ред. Б. А. Рыбаков. — М.: Наука, 1987. — С. 73-88. — 256 с.
- Андрианов Б. В., Авдюнина Л. А., Анипченко И. А. и др. Страны Африки: Политико-экономический справочник. — М.: Политиздат, 1988. — 336 с. — 100 000 экз. — ISBN 5-250-00009-6.
- Андрианов Б. В., Марков Г. Е. Хозяйственно-культурные типы и способы производства // Вопросы истории. 1990. № 8. С. 3—15.

Материалы конференций
- Андрианов Б. В., Куббель Л. Е. На Всесоюзной конференции африканистов // Советская этнография. — 1970. — № 4. — С. 152–158.
- Андрианов Б. В. Конференция по изучению систем земледелия (история и современная практика) // Советская этнография. — 1973. — № 4. — С. 160–162.